# هاینریش مارک
هاینریش مارک (استونیایی: Heinrich Mark؛ ۱ اکتبر ۱۹۱۱ – ۲ اوت ۲۰۰۴) سیاست‌مدار و نخست‌وزیر دولت در تبعید استونی بود.